# Sport-Club Viktoria Köln 1904 1980-1981
Questa voce raccoglie le informazioni riguardanti il Sport-Club Viktoria Köln 1904 nelle competizioni ufficiali della stagione 1980-1981.

## Stagione
Nella stagione 1980-1981 il Viktoria Colonia, allenato da Ernst-Günter Habig, concluse il campionato di 2. Bundesliga al 11º posto. In Coppa di Germania il Viktoria Colonia fu eliminato al primo turno dal Werder Brema.

## Rosa
| N. |                     | Ruolo | Calciatore             |
| -- | ------------------- | ----- | ---------------------- |
|    | Germania (bandiera) | P     | Bernd Helmschrot       |
|    | Germania (bandiera) | P     | Horst Holubeck         |
|    | Germania (bandiera) | D     | Manfred Eickerling     |
|    | Germania (bandiera) | D     | Eckhard Fischer        |
|    | Germania (bandiera) | D     | Hans-Peter Großmann    |
|    | Germania (bandiera) | D     | Bernhard Ochmann       |
|    | Germania (bandiera) | D     | Hans-Jürgen Offermanns |
|    | Germania (bandiera) | D     | Reinhard Schmitz       |
|    | Germania (bandiera) | C     | Klaus Albert           |
|    | Germania (bandiera) | C     | Ralf Aussem            |
|    | Germania (bandiera) | C     | Hermann Bredenfeld     |

| N. |                     | Ruolo | Calciatore             |
| -- | ------------------- | ----- | ---------------------- |
|    | Germania (bandiera) | C     | Bernhard Hermes        |
|    | Germania (bandiera) | C     | Rainer Joachimsmeier   |
|    | Germania (bandiera) | C     | Harry Jonik            |
|    | Germania (bandiera) | C     | Roland Mall            |
|    | Germania (bandiera) | A     | Matthias Brücken       |
|    | Germania (bandiera) | A     | Wilfried Cremer        |
|    | Germania (bandiera) | A     | Jürgen Jendrossek      |
|    | Germania (bandiera) | A     | Rainer Künkel          |
|    | Germania (bandiera) | A     | Frank-Michael Schonert |
|    | Germania (bandiera) | A     | Burghard Segler        |
|    | Germania (bandiera) | A     | Harry Witt             |

## Organigramma societario
Area tecnica
- Allenatore: Ernst-Günter Habig
- Allenatore in seconda:
- Preparatore dei portieri:
- Preparatori atletici:

## Calciomercato

### Sessione estiva
| Acquisti | Acquisti         | Acquisti         | Acquisti |
| R.       | Nome             | da               | Modalità |
| -------- | ---------------- | ---------------- | -------- |
| A        | Harry Witt       | Holstein Kiel    |          |
| C        | Ralf Aussem      | Colonia          |          |
| A        | Matthias Brücken | Bayer Leverkusen |          |
| A        | Rainer Künkel    | Saarbrücken      |          |

| Cessioni | Cessioni         | Cessioni      | Cessioni |
| R.       | Nome             | a             | Modalità |
| -------- | ---------------- | ------------- | -------- |
| C        | Wolfgang Lüttges | Viktoria Goch |          |

### Sessione invernale
| Acquisti | Acquisti               | Acquisti     | Acquisti |
| R.       | Nome                   | da           | Modalità |
| -------- | ---------------------- | ------------ | -------- |
| D        | Hans-Jürgen Offermanns | Werder Brema |          |

| Cessioni | Cessioni | Cessioni | Cessioni |
| R.       | Nome     | a        | Modalità |
| -------- | -------- | -------- | -------- |

## Risultati

### 2. Bundesliga

#### Girone di andata
| Arbitro: | Burgers |

|                                   |           |                 |
| Segler 20’ Künkel 88’ Ochmann 90’ | Marcatori | 68’ Vittinghoff |

| Arbitro: | Roth |

|                                                       |           |  |
| Quasten 10’ (rig.) Remark 16’ Jüttner 29’ Dickert 33’ | Marcatori |  |

| Arbitro: | Gabor |

|             |           |          |
| Brücken 13’ | Marcatori | 28’ Mill |

| Arbitro: | Diekert |

|            |           |                       |
| Pallaks 8’ | Marcatori | 65’ Schonert 86’ Mall |

| Arbitro: | Malbranc |

|             |           |                           |
| Ochmann 84’ | Marcatori | 2’ Kostedde 9’ Offermanns |

| Arbitro: | Filipiak |

|              |           |                                     |
| Petković 23’ | Marcatori | 53’ Schonert 78’ Albert 90’ Ochmann |

| Colonia 6 settembre 1980 7ª giornata | Viktoria Colonia | 0 – 0 referto | Hannover 96 | Sportpark Höhenberg (2 500 spett.)\| Arbitro: \| Reichmann \| |
| Arbitro:                             | Reichmann        |               |             |                                                               |

| Arbitro: | Möller |

|                            |           |                               |
| Drews 35’ Reiners 44’, 58’ | Marcatori | 56’ Aussem 80’ (rig.) Brücken |

| Arbitro: | Kespohl |

|                      |           |                                                                             |
| Segler 8’ Künkel 20’ | Marcatori | 5’, 33’ Tune-Hansen 10’ Lehmann 37’ Fagot 48’ Olaidotter 90’ (rig.) Feilzer |

| Oberhausen 26 settembre 1980 10ª giornata | RW Oberhausen | 0 – 0 referto | Viktoria Colonia | Niederrheinstadion (2 500 spett.)\| Arbitro: \| Teichert \| |
| Arbitro:                                  | Teichert      |               |                  |                                                             |

| Arbitro: | Schütte |

|                                             |           |                                    |
| Roeloffzen 2’ (aut.) Künkel 45’ Brücken 83’ | Marcatori | 72’ Keuken 82’ Sprenger 90’ Korbel |

| Arbitro: | Risse |

|                           |           |                         |
| Malura 10’ Grunenberg 27’ | Marcatori | 19’ Ochmann 67’ Schmitz |

| Arbitro: | Wichmann |

|                                        |           |            |
| Schmitz 18’ Künkel 43’, 66’ Segler 85’ | Marcatori | 61’ Klinge |

| Arbitro: | Barnick |

|                                   |           |                          |
| Snater 21’ Fesser 36’ Kellner 61’ | Marcatori | 1’ Mall 38’, 41’ Ochmann |

| Arbitro: | Teichert |

|                                         |           |                               |
| Hoffmann 49’ Linßen 76’ Guðlaugsson 85’ | Marcatori | 43’ Künkel 86’ (rig.) Brücken |

| Arbitro: | Pauly |

|            |           |  |
| Künkel 57’ | Marcatori |  |

| Arbitro: | Diekert |

|                                         |           |  |
| Pahl 36’ Grobe 54’ (rig.) Ellmerich 75’ | Marcatori |  |

| Arbitro: | Uhlig |

|                       |           |  |
| Hermes 19’ Künkel 67’ | Marcatori |  |

| Arbitro: | Gabriel |

|                                       |           |                                   |
| Jordt 1’ (rig.) Daras 16’ Stickel 48’ | Marcatori | 11’, 21’ Künkel 73’ (rig.) Segler |

| Arbitro: | Zittrich |

|                        |           |                |
| Ochmann 22’ Segler 77’ | Marcatori | 65’ Horsthemke |

| Arbitro: | Risse |

|                                      |           |                   |
| Seegler 70’ (rig.) Hupe 80’ Lenz 82’ | Marcatori | 68’ (rig.) Segler |

#### Girone di ritorno
| Arbitro: | Wuttke |

|  |           |                            |
|  | Marcatori | 10’ Künkel 30’, 70’ Aussem |

| Arbitro: | Möller |

|  |           |                                    |
|  | Marcatori | 62’ Dickert 82’ Okudera 87’ Remark |

| Arbitro: | Meijerink |

|                                            |           |  |
| Mill 6’, 41’ (rig.) Kaminsky 22’ Bugla 83’ | Marcatori |  |

| Arbitro: | Puchalski |

|                              |           |                                            |
| Eplinius 23’ Eigenwillig 49’ | Marcatori | 75’ Jendrossek 81’ Hermes 90’ (aut.) Melis |

| Arbitro: | Fiene |

|                      |           |  |
| Segler 8’ Hermes 70’ | Marcatori |  |

| Colonia 14 febbraio 1981 27ª giornata | Viktoria Colonia | 0 – 0 referto | Herford | Sportpark Höhenberg (500 spett.)\| Arbitro: \| Pauly \| |
| Arbitro:                              | Pauly            |               |         |                                                         |

| Arbitro: | Schütte |

|                                                     |           |  |
| Schatzschneider 35’, 45’ Dierßen 51’ Kleppinger 72’ | Marcatori |  |

| Arbitro: | Ahlenfelder |

|                         |           |                                  |
| Ochmann 30’ Brücken 59’ | Marcatori | 68’ Reiners 81’ Drews 87’ Kunkel |

| Arbitro: | Kespohl |

|                                                         |           |             |
| Rogoznica 50’ Rosenfeld 53’ Albert 59’ (aut.) Fagot 66’ | Marcatori | 40’ Ochmann |

| Arbitro: | Waltert |

|                              |           |  |
| Brücken 31’, 75’ Ochmann 37’ | Marcatori |  |

| Arbitro: | Uhlig |

|                                                                        |           |                        |
| Hansel 38’ Roeloffzen 43’ Majgl 48’, 64’ (rig.) Sprenger 53’ Degen 89’ | Marcatori | 30’ Ochmann 67’ Albert |

| Arbitro: | Gathmann |

|                              |           |  |
| Brücken 10’, 72’ Ochmann 61’ | Marcatori |  |

| Arbitro: | Eschweiler |

|                      |           |                               |
| Ohling 9’ Klinge 59’ | Marcatori | 12’ (rig.) Segler 19’ Ochmann |

| Colonia 16 aprile 1981 35ª giornata | Viktoria Colonia | 0 – 0 referto | Göttingen | Sportpark Höhenberg (2 000 spett.)\| Arbitro: \| Burgers \| |
| Arbitro:                            | Burgers          |               |           |                                                             |

| Arbitro: | Horstmann |

|                         |           |                     |
| Großmann 23’ Künkel 63’ | Marcatori | 4’ Gless 53’ Linßen |

| Arbitro: | Möller |

|                                                 |           |                              |
| Runge 29’ Clute-Simon 50’ Schipper 51’ Kehr 74’ | Marcatori | 80’ (rig.) Künkel 87’ Hermes |

| Arbitro: | Wichmann |

|                       |           |             |
| Künkel 25’ Hermes 82’ | Marcatori | 43’ Zavišić |

| Hannover 5 maggio 1981 39ª giornata | OSV Hannover | 0 – 0 referto | Viktoria Colonia | Oststadtstadion (184 spett.)\| Arbitro: \| Zimmermann \| |
| Arbitro:                            | Zimmermann   |               |                  |                                                          |

| Arbitro: | Reichmann |

|  |           |                                    |
|  | Marcatori | 29’ Jochimiak 72’ Möller 77’ Daras |

| Brema 16 maggio 1981 41ª giornata | Werder Brema | 0 – 0 referto | Viktoria Colonia | Weserstadion (9 000 spett.)\| Arbitro: \| Ohmsen \| |
| Arbitro:                          | Ohmsen       |               |                  |                                                     |

| Arbitro: | Nolte |

|                                       |           |  |
| Ochmann 50’ Witt 86’ Busch 90’ (aut.) | Marcatori |  |

### Coppa di Germania
| Arbitro: | Barnick |

|                                                               |           |                                         |
| Möhlmann 30’, 117’ Kostedde 62’ Meier 99’, 115’ Reinders 106’ | Marcatori | 75’ Fischer 87’ Brücken 108’ Jendrossek |

## Statistiche

### Statistiche di squadra
| Competizione      | Punti | In casa | In casa | In casa | In casa | In casa | In casa | In trasferta | In trasferta | In trasferta | In trasferta | In trasferta | In trasferta | Totale | Totale | Totale | Totale | Totale | Totale | DR  |
| Competizione      | Punti | G       | V       | N       | P       | Gf      | Gs      | G            | V            | N            | P            | Gf           | Gs           | G      | V      | N      | P      | Gf     | Gs     | DR  |
| ----------------- | ----- | ------- | ------- | ------- | ------- | ------- | ------- | ------------ | ------------ | ------------ | ------------ | ------------ | ------------ | ------ | ------ | ------ | ------ | ------ | ------ | --- |
| 2. Bundesliga     | 41    | 21      | 10      | 6       | 5       | 36      | 27      | 21           | 4            | 7            | 10           | 31           | 52           | 42     | 14     | 13     | 15     | 67     | 79     | -12 |
| Coppa di Germania | -     | 0       | 0       | 0       | 0       | 0       | 0       | 1            | 0            | 0            | 1            | 3            | 6            | 1      | 0      | 0      | 1      | 3      | 6      | -3  |
| Totale            | 41    | 21      | 10      | 6       | 5       | 36      | 27      | 22           | 4            | 7            | 11           | 34           | 58           | 43     | 14     | 13     | 16     | 70     | 85     | -15 |

### Andamento in campionato
| Giornata  | 1 | 2  | 3  | 4 | 5  | 6 | 7 | 8  | 9  | 10 | 11 | 12 | 13 | 14 | 15 | 16 | 17 | 18 | 19 | 20 | 21 | 22 | 23 | 24 | 25 | 26 | 27 | 28 | 29 | 30 | 31 | 32 | 33 | 34 | 35 | 36 | 37 | 38 | 39 | 40 | 41 | 42 |
| --------- | - | -- | -- | - | -- | - | - | -- | -- | -- | -- | -- | -- | -- | -- | -- | -- | -- | -- | -- | -- | -- | -- | -- | -- | -- | -- | -- | -- | -- | -- | -- | -- | -- | -- | -- | -- | -- | -- | -- | -- | -- |
| Luogo     | C | T  | C  | T | C  | T | C | T  | C  | T  | C  | T  | C  | T  | T  | C  | T  | C  | T  | C  | T  | T  | C  | T  | T  | C  | C  | T  | C  | T  | C  | T  | C  | T  | C  | C  | T  | C  | T  | C  | T  | C  |
| Risultato | V | P  | N  | V | P  | V | N | P  | P  | N  | N  | N  | V  | N  | P  | V  | P  | V  | N  | V  | P  | V  | P  | P  | V  | V  | N  | P  | P  | P  | V  | P  | V  | N  | N  | N  | P  | V  | N  | P  | N  | V  |
| Posizione | 2 | 17 | 15 | 9 | 13 | 8 | 8 | 11 | 15 | 13 | 13 | 13 | 11 | 12 | 12 | 11 | 12 | 11 | 11 | 10 | 11 | 10 | 10 | 10 | 10 | 10 | 10 | 10 | 10 | 10 | 10 | 10 | 10 | 10 | 10 | 10 | 11 | 10 | 10 | 11 | 11 | 11 |

Legenda:

Luogo: C = Casa; T = Trasferta. Risultato: V = Vittoria; N = Pareggio; P = Sconfitta.

### Statistiche dei giocatori
| Giocatore        | 2. Bundesliga | 2. Bundesliga | 2. Bundesliga | 2. Bundesliga | Coppa di Germania | Coppa di Germania | Coppa di Germania | Coppa di Germania | Totale   | Totale | Totale      | Totale     |
| Giocatore        | Presenze      | Reti          | Ammonizioni   | Espulsioni    | Presenze          | Reti              | Ammonizioni       | Espulsioni        | Presenze | Reti   | Ammonizioni | Espulsioni |
| ---------------- | ------------- | ------------- | ------------- | ------------- | ----------------- | ----------------- | ----------------- | ----------------- | -------- | ------ | ----------- | ---------- |
| K. Albert        | 29            | 2             | 1             | 0             | 1                 | 0                 | 1                 | 0                 | 30       | 2      | 2           | 0          |
| R. Aussem        | 33            | 3             | 4             | 0             | 0                 | 0                 | 0                 | 0                 | 33       | 3      | 4           | 0          |
| H. Bredenfeld    | 3             | 0             | 0             | 0             | 0                 | 0                 | 0                 | 0                 | 3        | 0      | 0           | 0          |
| M. Brücken       | 34            | 9             | 2             | 0             | 1                 | 1                 | 0                 | 0                 | 35       | 10     | 2           | 0          |
| W. Cremer        | 2             | 0             | 0             | 0             | 0                 | 0                 | 0                 | 0                 | 2        | 0      | 0           | 0          |
| M. Eickerling    | 0             | 0             | 0             | 0             | 0                 | 0                 | 0                 | 0                 | 0        | 0      | 0           | 0          |
| E. Fischer       | 35            | 0             | 4             | 0             | 1                 | 1                 | 0                 | 0                 | 36       | 1      | 4           | 0          |
| H. Großmann      | 41            | 1             | 1             | 0             | 1                 | 0                 | 0                 | 0                 | 42       | 1      | 1           | 0          |
| B. Helmschrot    | 30            | 0             | 0             | 0             | 1                 | 0                 | 0                 | 0                 | 31       | 0      | 0           | 0          |
| B. Hermes        | 27            | 5             | 1             | 0             | 0                 | 0                 | 0                 | 0                 | 27       | 5      | 1           | 0          |
| H. Holubeck      | 12            | 0             | 0             | 0             | 0                 | 0                 | 0                 | 0                 | 12       | 0      | 0           | 0          |
| J. Jendrossek    | 26            | 1             | 1             | 0             | 1                 | 1                 | 0                 | 0                 | 27       | 2      | 1           | 0          |
| R. Joachimsmeier | 33            | 0             | 3             | 0             | 1                 | 0                 | 0                 | 0                 | 34       | 0      | 3           | 0          |
| H. Jonik         | 4             | 0             | 0             | 0             | 1                 | 0                 | 0                 | 0                 | 5        | 0      | 0           | 0          |
| R. Künkel        | 42            | 14            | 1             | 0             | 1                 | 0                 | 0                 | 0                 | 43       | 14     | 1           | 0          |
| R. Mall          | 28            | 2             | 5             | 0             | 1                 | 0                 | 0                 | 0                 | 29       | 2      | 5           | 0          |
| B. Ochmann       | 37            | 14            | 3             | 0             | 1                 | 0                 | 0                 | 0                 | 38       | 14     | 3           | 0          |
| H. Offermanns    | 17            | 0             | 1             | 0             | 0                 | 0                 | 0                 | 0                 | 17       | 0      | 1           | 0          |
| R. Schmitz       | 28            | 2             | 4             | 0             | 0                 | 0                 | 0                 | 0                 | 28       | 2      | 4           | 0          |
| F. Schonert      | 7             | 2             | 0             | 0             | 1                 | 0                 | 0                 | 0                 | 8        | 2      | 0           | 0          |
| B. Segler        | 38            | 8             | 7             | 0             | 1                 | 0                 | 0                 | 0                 | 39       | 8      | 7           | 0          |
| H. Witt          | 15            | 1             | 2             | 0             | 0                 | 0                 | 0                 | 0                 | 15       | 1      | 2           | 0          |